# Mannschaftskader der Chinesischen Mannschaftsmeisterschaft im Schach 2009
Die Liste der Mannschaftskader der Chinesischen Mannschaftsmeisterschaft im Schach 2009 enthält alle Spieler, die in der Chinesischen Mannschaftsmeisterschaft im Schach 2009 mindestens einmal eingesetzt wurden mit ihren Einzelergebnissen.

## Allgemeines
Die Zahl der gemeldeten Spieler war nicht begrenzt. Während die Beijing Patriots und Chongqing Mobile mit je sechs Spielern auskamen, setzte Zhejiang Meiyuan Hotel zwölf Spieler ein. Insgesamt kamen 82 Spieler zum Einsatz, von denen 23 alle Wettkämpfe mitspielten.
Punktbeste Spielerin war Ju Wenjun (Shanghai Jianqiao University) mit 15 Punkten aus 18 Partien. Wang Yue (Tianjin Nankai University) erzielte 13,5 Punkte aus 18 Partien, Wang Hao (Hebei Taiwan Wines) und Hou Yifan (Shandong Linglong Tyre) je 13 Punkte, wobei Wang 16 Partien spielte, Hou 17.
In dieser Saison erreichte niemand 100 %, mit jeweils 3,5 Punkten aus 4 Partien erreichten Anna Musytschuk (Tianjin Nankai University) und Jelena Tairowa (Bank of Qingdao) die prozentual besten Ergebnisse von 87,5 %.

## Legende
Die nachstehenden Tabellen enthalten folgende Informationen:
- Nr.: Ranglistennummer
- Titel: FIDE-Titel zu Saisonbeginn (Eloliste vom April 2009); GM = Großmeister, IM = Internationaler Meister, FM = FIDE-Meister, WGM = Großmeister der Frauen, WIM = Internationaler Meister der Frauen, WFM = FIDE-Meister der Frauen, CM = Candidate Master, WCM = Candidate Master der Frauen
- Elo: Elo-Zahl zu Saisonbeginn (Eloliste vom April 2009), sofern vorhanden
- Nation: Nationalität gemäß Eloliste vom April 2009; ARM = Armenien, CHN = China, GEO = Georgien, IND = Indien, MGL = Mongolei, NED = Niederlande, PHI = Philippinen, QAT = Katar, RUS = Russland, SIN = Singapur, SLO = Slowenien, UKR = Ukraine, USA = Vereinigte Staaten, VIE = Vietnam
- G: Anzahl Gewinnpartien
- R: Anzahl Remispartien
- V: Anzahl Verlustpartien
- Pkt.: Anzahl der erreichten Punkte
- Partien: Anzahl der gespielten Partien
- Elo-Performance: Turnierleistung der Spieler mit mindestens 5 Partien
- Normen: Erspielte Normen für FIDE-Titel

## Shanghai Jianqiao University
| Nr. | Titel | Name             | Elo  | Nation | G  | R  | V | Pkt. | Partien | Elo-Performance | Normen |
| --- | ----- | ---------------- | ---- | ------ | -- | -- | - | ---- | ------- | --------------- | ------ |
| 1   | GM    | Andrij Wolokitin | 2691 | UKR    | 2  | 0  | 2 | 2    | 4       |                 |        |
| 2   | GM    | Ni Hua           | 2680 | CHN    | 5  | 8  | 1 | 9    | 14      | 2615            |        |
| 3   | GM    | Zhou Jianchao    | 2629 | CHN    | 7  | 10 | 1 | 12   | 18      | 2681            |        |
| 4   |       | Lou Yiping       | 2408 | CHN    | 3  | 9  | 4 | 7,5  | 16      | 2549            | IM     |
| 5   |       | Lu Yijie         | 2324 | CHN    | 1  | 0  | 1 | 1    | 2       |                 |        |
| 6   | WGM   | Ju Wenjun        | 2509 | CHN    | 14 | 2  | 2 | 15   | 18      | 2609            |        |
| 7   | WIM   | Zhang Xiaowen    | 2422 | CHN    | 8  | 5  | 5 | 10,5 | 18      | 2420            | WGM    |

## Shandong Linglong Tyre
| Nr. | Titel | Name              | Elo  | Nation | G  | R  | V | Pkt. | Partien | Elo-Performance | Normen |
| --- | ----- | ----------------- | ---- | ------ | -- | -- | - | ---- | ------- | --------------- | ------ |
| 1   | GM    | Wladimir Hakobjan | 2700 | ARM    | 0  | 0  | 2 | 0    | 2       |                 |        |
| 2   | GM    | Bu Xiangzhi       | 2682 | CHN    | 4  | 13 | 1 | 10,5 | 18      | 2579            |        |
| 3   | GM    | Zhao Jun          | 2577 | CHN    | 7  | 8  | 3 | 11   | 18      | 2601            |        |
| 4   | GM    | Wen Yang          | 2518 | CHN    | 1  | 6  | 7 | 4    | 14      | 2339            |        |
| 5   |       | Wu Kaiyu          | 2295 | CHN    | 0  | 2  | 0 | 1    | 2       |                 |        |
| 6   | GM    | Hou Yifan         | 2588 | CHN    | 10 | 6  | 1 | 13   | 17      | 2572            |        |
| 7   | WGM   | Zhang Jilin       | 2289 | CHN    | 4  | 8  | 6 | 8    | 18      | 2294            |        |
| 8   |       | Sun Xinyue        | 2037 | CHN    | 0  | 1  | 0 | 0,5  | 1       |                 |        |

## Beijing Patriots
| Nr. | Titel | Name             | Elo  | Nation | G  | R  | V | Pkt. | Partien | Elo-Performance | Normen |
| --- | ----- | ---------------- | ---- | ------ | -- | -- | - | ---- | ------- | --------------- | ------ |
| 1   | GM    | Arman Paschikjan | 2656 | ARM    | 1  | 6  | 4 | 4    | 11      | 2389            |        |
| 2   | GM    | Ye Jiangchuan    | 2605 | CHN    | 2  | 1  | 4 | 2,5  | 7       | 2375            |        |
| 3   | GM    | Li Chao          | 2596 | CHN    | 6  | 8  | 4 | 10   | 18      | 2580            |        |
| 4   | GM    | Yu Yangyi        | 2527 | CHN    | 6  | 9  | 3 | 10,5 | 18      | 2584            |        |
| 5   | GM    | Zhao Xue         | 2506 | CHN    | 10 | 4  | 4 | 12   | 18      | 2456            |        |
| 6   | IM    | Wang Yu          | 2362 | CHN    | 3  | 10 | 5 | 8    | 18      | 2363            |        |

## Chongqing Mobile
| Nr. | Titel | Name               | Elo  | Nation | G | R  | V | Pkt. | Partien | Elo-Performance | Normen |
| --- | ----- | ------------------ | ---- | ------ | - | -- | - | ---- | ------- | --------------- | ------ |
| 1   | GM    | Alexander Motyljow | 2695 | RUS    | 5 | 2  | 0 | 6    | 7       | 2817            |        |
| 2   | GM    | Zhang Zhong        | 2610 | SIN    | 2 | 7  | 2 | 5,5  | 11      | 2469            |        |
| 3   | GM    | Liang Chong        | 2502 | CHN    | 3 | 9  | 6 | 7,5  | 18      | 2531            |        |
| 4   |       | Wang Chen          | 2400 | CHN    | 4 | 9  | 5 | 8,5  | 18      | 2509            | IM     |
| 5   | WGM   | Huang Qian         | 2442 | CHN    | 5 | 10 | 3 | 10   | 18      | 2393            |        |
| 6   | WGM   | Tan Zhongyi        | 2460 | CHN    | 7 | 7  | 4 | 10,5 | 18      | 2431            |        |

## Jiangsu Blue Perot
| Nr. | Titel | Name       | Elo  | Nation | G | R | V | Pkt. | Partien | Elo-Performance | Normen |
| --- | ----- | ---------- | ---- | ------ | - | - | - | ---- | ------- | --------------- | ------ |
| 1   | GM    | Zhou Weiqi | 2603 | CHN    | 4 | 9 | 3 | 8,5  | 16      | 2570            |        |
| 2   | GM    | Xu Yun     | 2506 | CHN    | 7 | 8 | 2 | 11   | 17      | 2631            |        |
| 3   |       | Lin Chen   | 2448 | CHN    | 1 | 2 | 1 | 2    | 4       |                 |        |
| 4   | GM    | Wu Wenjin  | 2401 | CHN    | 2 | 5 | 7 | 4,5  | 14      | 2432            |        |
| 5   |       | Dyland Xue | 2100 | USA    | 0 | 0 | 2 | 0    | 2       |                 |        |
| 6   | WGM   | Ruan Lufei | 2475 | CHN    | 4 | 8 | 2 | 8    | 14      | 2455            | IM     |
| 7   | WGM   | Shen Yang  | 2452 | CHN    | 7 | 2 | 4 | 8    | 13      | 2435            |        |
| 8   |       | Guo Qi     | 2125 | CHN    | 2 | 3 | 4 | 3,5  | 9       | 2255            | WIM    |

## Hebei Taiwan Wines
| Nr. | Titel | Name            | Elo  | Nation | G  | R  | V | Pkt. | Partien | Elo-Performance | Normen |
| --- | ----- | --------------- | ---- | ------ | -- | -- | - | ---- | ------- | --------------- | ------ |
| 1   | GM    | Wang Hao        | 2708 | CHN    | 10 | 6  | 0 | 13   | 16      | 2740            |        |
| 2   | GM    | Zhang Pengxiang | 2604 | CHN    | 6  | 10 | 2 | 11   | 18      | 2598            |        |
| 3   | GM    | Peng Xiaomin    | 2581 | CHN    | 6  | 9  | 2 | 10,5 | 17      | 2606            |        |
| 4   | GM    | Wang Rui        | 2430 | CHN    | 0  | 1  | 2 | 0,5  | 3       |                 |        |
| 5   | WFM   | Guo Jun         | 2249 | CHN    | 0  | 1  | 3 | 0,5  | 4       |                 |        |
| 6   |       | Wang Doudou     | 2210 | CHN    | 1  | 11 | 6 | 6,5  | 18      | 2262            | WIM    |
| 7   | WFM   | Zhai Mo         | 2120 | CHN    | 2  | 3  | 9 | 3,5  | 14      | 2176            |        |

## Tianjin Nankai University
| Nr. | Titel | Name                    | Elo  | Nation | G | R  | V | Pkt. | Partien | Elo-Performance | Normen |
| --- | ----- | ----------------------- | ---- | ------ | - | -- | - | ---- | ------- | --------------- | ------ |
| 1   | GM    | Wang Yue                | 2734 | CHN    | 9 | 9  | 0 | 13,5 | 18      | 2739            |        |
| 2   |       | Li Haoyu                | 2367 | CHN    | 3 | 14 | 1 | 10   | 18      | 2533            | IM     |
| 3   |       | Xu Hanbing              | 2338 | CHN    | 3 | 7  | 8 | 6,5  | 18      | 2456            | IM     |
| 4   | IM    | Anna Musytschuk         | 2532 | SLO    | 3 | 1  | 0 | 3,5  | 4       |                 |        |
| 5   | WGM   | Batchujagiin Möngöntuul | 2413 | MGL    | 0 | 1  | 2 | 0,5  | 3       |                 |        |
| 6   | WGM   | Ning Chunhong           | 2354 | CHN    | 3 | 4  | 6 | 5    | 13      | 2306            |        |
| 7   | WIM   | Xu Tong                 | 2244 | CHN    | 2 | 5  | 9 | 4,5  | 16      | 2200            |        |

## Zhejiang Meiyuan Hotel
| Nr. | Titel | Name              | Elo  | Nation | G | R | V | Pkt. | Partien | Elo-Performance | Normen |
| --- | ----- | ----------------- | ---- | ------ | - | - | - | ---- | ------- | --------------- | ------ |
| 1   | GM    | Wladimir Malachow | 2706 | RUS    | 4 | 3 | 0 | 5,5  | 7       | 2720            |        |
| 2   | GM    | Nikita Witjugow   | 2694 | RUS    | 1 | 1 | 1 | 1,5  | 3       |                 |        |
| 3   | GM    | Alexei Drejew     | 2655 | RUS    | 0 | 3 | 1 | 1,5  | 4       |                 |        |
| 4   | GM    | Wladimir Below    | 2595 | RUS    | 0 | 0 | 1 | 0    | 1       |                 |        |
| 5   | GM    | Ding Liren        | 2566 | CHN    | 3 | 8 | 7 | 7    | 18      | 2475            |        |
| 6   |       | Yu Lie            | 2349 | CHN    | 1 | 3 | 5 | 2,5  | 9       | 2327            |        |
| 7   |       | Jia Haoxiang      | 2346 | CHN    | 0 | 0 | 1 | 0    | 1       |                 |        |
| 8   |       | Lu Shanglei       | 2314 | CHN    | 4 | 3 | 4 | 5,5  | 11      | 2533            |        |
| 9   | GM    | Xu Yuhua          | 2483 | CHN    | 5 | 4 | 3 | 7    | 12      | 2447            |        |
| 10  | GM    | Zhu Chen          | 2463 | QAT    | 4 | 5 | 1 | 6,5  | 10      | 2472            |        |
| 11  | WFM   | Ding Yixin        | 2317 | CHN    | 2 | 1 | 5 | 2,5  | 8       | 2270            |        |
| 12  |       | Wang Xiaohui      | 2232 | CHN    | 2 | 2 | 2 | 3    | 6       | 2316            |        |

## Qingdao School
| Nr. | Titel | Name               | Elo  | Nation | G | R | V | Pkt. | Partien | Elo-Performance | Normen |
| --- | ----- | ------------------ | ---- | ------ | - | - | - | ---- | ------- | --------------- | ------ |
| 1   | GM    | Ernesto Inarkiew   | 2645 | RUS    | 1 | 4 | 3 | 3    | 8       | 2470            |        |
| 2   |       | Xiu Deshun         | 2504 | CHN    | 7 | 3 | 6 | 8,5  | 16      | 2545            | IM     |
| 3   |       | Wan Yunguo         | 2437 | CHN    | 3 | 3 | 6 | 4,5  | 12      | 2424            |        |
| 4   |       | Ma Qun             | 2531 | CHN    | 2 | 4 | 4 | 4    | 10      | 2490            | IM     |
| 5   | IM    | Zhang Ziyang       | 2422 | CHN    | 0 | 5 | 3 | 2,5  | 8       | 2369            |        |
| 6   | GM    | Peng Zhaoqin       | 2408 | NED    | 1 | 1 | 1 | 1,5  | 3       |                 |        |
| 7   | WGM   | Gu Xiaobing        | 2342 | CHN    | 4 | 7 | 5 | 7,5  | 16      | 2328            |        |
| 8   | WGM   | Hoàng Thị Bảo Trâm | 2286 | VIE    | 1 | 2 | 3 | 2    | 6       | 2242            |        |
| 9   | WIM   | Gong Qianyun       | 2247 | CHN    | 0 | 4 | 4 | 2    | 8       | 2154            |        |
| 10  | WIM   | Liang Zhihua       | 2216 | CHN    | 0 | 2 | 1 | 1    | 3       |                 |        |

## Bank of Qingdao
| Nr. | Titel | Name                      | Elo  | Nation | G | R | V | Pkt. | Partien | Elo-Performance | Normen |
| --- | ----- | ------------------------- | ---- | ------ | - | - | - | ---- | ------- | --------------- | ------ |
| 1   | GM    | P. Harikrishna            | 2672 | IND    | 2 | 1 | 0 | 2,5  | 3       |                 |        |
| 2   | GM    | Michail Kobalija          | 2643 | RUS    | 0 | 2 | 0 | 1    | 2       |                 |        |
| 3   | GM    | Wesley So                 | 2640 | PHI    | 3 | 2 | 1 | 4    | 6       | 2596            |        |
| 4   | IM    | Tong Yuanming             | 2489 | CHN    | 2 | 7 | 9 | 5,5  | 18      | 2420            |        |
| 5   | IM    | Liu Qingnan               | 2428 | CHN    | 3 | 7 | 8 | 6,5  | 18      | 2439            |        |
| 6   |       | Chen Peng                 | 2205 | CHN    | 0 | 2 | 5 | 1    | 7       | 2305            |        |
| 7   | GM    | Nana Dsagnidse            | 2547 | GEO    | 0 | 3 | 0 | 1,5  | 3       |                 |        |
| 8   | IM    | Jelena Tairowa            | 2455 | RUS    | 3 | 1 | 0 | 3,5  | 4       |                 |        |
| 9   | WGM   | Wera Walerjewna Nebolsina | 2300 | RUS    | 5 | 2 | 4 | 6    | 11      | 2432            |        |
| 10  |       | Zhou Min                  | 2195 | CHN    | 2 | 2 | 4 | 3    | 8       | 2248            |        |
| 11  |       | Sun Fanghui               | 2139 | CHN    | 1 | 2 | 7 | 2    | 10      | 2119            |        |